# موبرلی
موبرلی (به انگلیسی: Mobberley) یک روستا و محله مدنی در بریتانیا است که در چشر شرقی واقع شده‌است. موبرلی ۲٬۵۴۶ نفر جمعیت دارد.